# Charlie Crist
Charles Joseph Crist Jr. (Altoona, Pensilvania; 24 de julio de 1956) es un político y abogado estadounidense que se desempeñó como representante de los Estados Unidos por el 13.° distrito congresional de Florida desde 2017 hasta 2022. Entre 2007 y 2011, sirvió como gobernador de Florida y, entre 2003 y 2007, como fiscal general del estado. Fue miembro del Partido Republicano hasta 2012, cuando se unió al Partido Demócrata.

## Primeros años
Charles Joseph Crist nació en Altoona, Pensilvania; hijo de un médico de origen greco-chipriota. El apellido original de la familia era Christodoulou, pero lo cambiaron legalmente a Crist. En su infancia se trasladó con su familia a San Petersburgo, Florida. Tras asistir a la Universidad Estatal de Florida, se graduó en derecho por la Cumberland School of Law. 

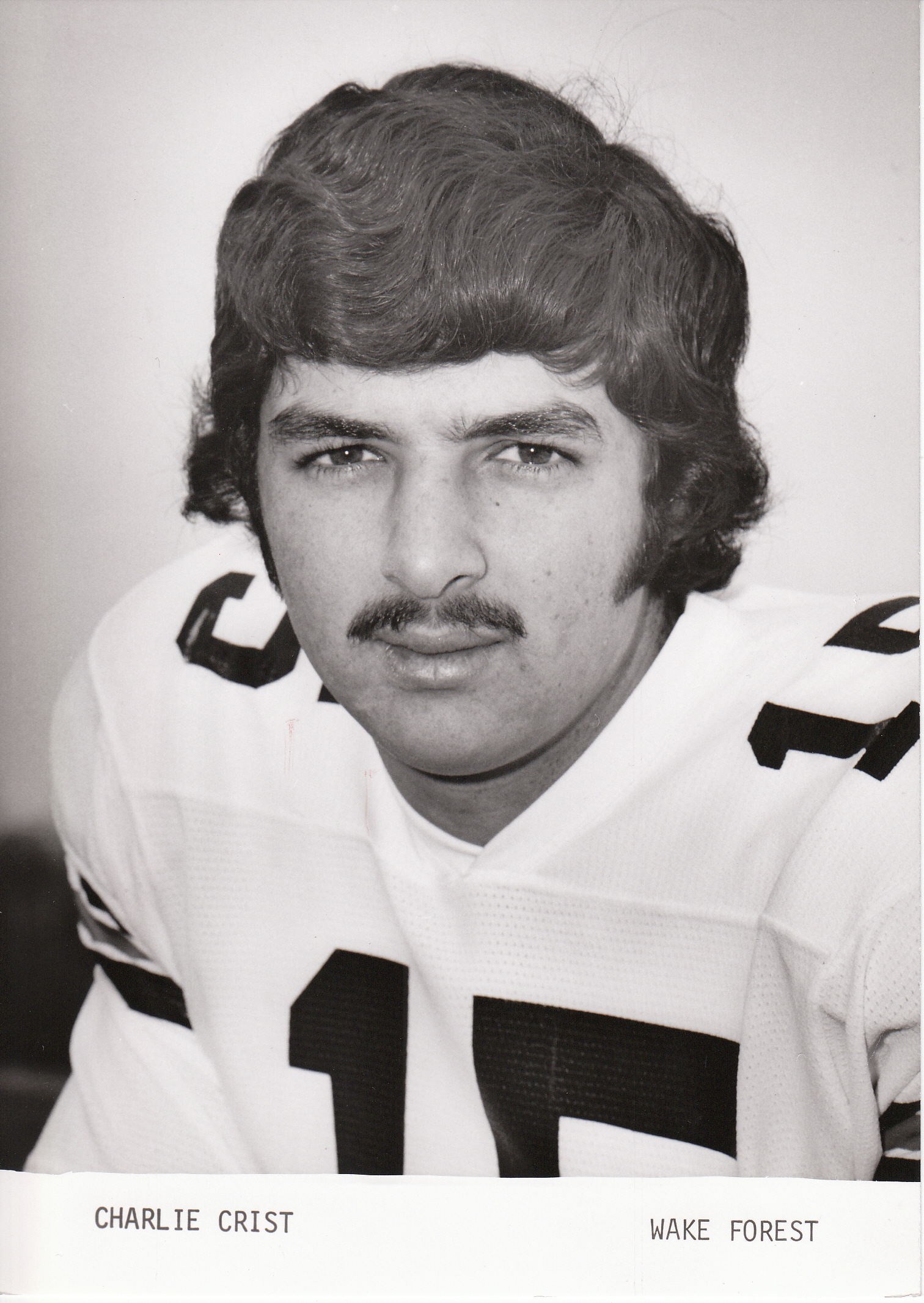
Crist jugó como mariscal de campo del equipo de fútbol de Wake Forest durante las temporadas de 1974 y 1975.

Mientras estudiaba, tuvo pasantías en la oficina del fiscal del estado. Tras graduarse, aprobó el examen profesional para ejercer la abogacía (Florida Bar) al tercer intento. Además, comenzó a trabajar como consejero de la oficina del comisionado de la liga menor de béisbol. Ejerció la abogacía en Florida y su primer contacto con la política le llegó como asistente del senador republicano Connie Mack. 
En 1992 fue elegido miembro del Senado Estatal de Florida por el Partido Republicano, representando la circunscripción de San Petersburgo. En el Senado estatal fue conocido por su apoyo al sistema de cadenas de presidiarios haciendo trabajo forzoso, y fue apodado "Chain Gang Charlie". En 1998 se presentó como candidato al Senado de los Estados Unidos, pero fue ampliamente derrotado por el senador demócrata Bob Graham. En 1999, el gobernador Jeb Bush lo nombró número dos del Departamento de Negocios y Regulación Profesional. En 2000 Crist fue elegido Comisionado de Educación del estado de Florida.

## Carrera

### Fiscal general de Florida (2003-2007)
En 2002 presentó su candidatura a fiscal general de Florida y resultó elegido. Como fiscal general, Crist estuvo bien considerado por los grupos de derechos civiles y las organizaciones de consumidores, ya que expandió los poderes de la fiscalía para procesar casos de derechos civiles y fraude. Combatió los correos electrónicos basura, el fraude en los servicios de telecomunicaciones y luchó en favor de la protección del medio ambiente. Fue criticado por algunos conservadores por no intervenir en el caso Schiavo. Además, representó al estado en diez casos de pena de muerte que resultaron en ejecución.

### Gobernador de Florida (2007-2011)

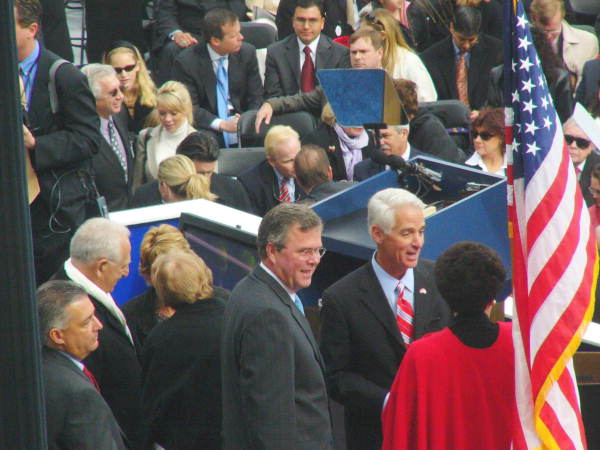
Crist en su inauguración como gobernador de Florida. Al lado suyo, el gobernador saliente Jeb Bush.

En 2006 presentó su candidatura para suceder a Jeb Bush como gobernador de Florida. Derrotó al demócrata Jim Davis con el 52% de los votos en un mal año para los republicanos a nivel nacional. Poco después de asumir el cargo, creó mediante una orden ejecutiva la Oficina de Gobierno Abierto para permitir una mayor accesibilidad de los ciudadanos al gobierno estatal. Asimismo, como primera ley de la sesión legislativa de 2007, firmó el Anti-Murder Act para la lucha contra el crimen.
Convencido de que la economía de Florida estaba estrechamente relacionada con el medio ambiente, en julio de 2007 anunció sus planes de firmar una orden ejecutiva para imponer estrictos niveles de polución en el aire, con el objeto de reducir las emisiones de gases invernadero. Ese mismo mes organizó en Miami una cumbre con científicos y expertos mundiales sobre cambio climático.
Para enfrentar la crisis del seguro a la propiedad inmueble, y cumplir con su promesa electoral de proteger a los propietarios contra el alto precio del seguro cargado por la industria aseguradora, apoyó la iniciativa para duplicar el fondo estatal para catástrofes a 32.000 millones de dólares y ampliar el papel del estado en el mercado de seguros a la propiedad, para así competir directamente con el mercado privado del sector. (enlace roto disponible en Internet Archive; véase el historial, la primera versión y la última).
Crist es un ferviente defensor de la pena de muerte. Extendió la moratoria impuesta por su predecesor en cuanto a la aplicación de la pena, después de que una inyección letal frustrada había hecho surgir temores de que el condenado Angel Nieves Díaz hubiera sufrido un castigo "cruel e inusual" en diciembre de 2006. Sin embargo, reanudó las ejecuciones en 2008, después de que se aprobaron una serie de medidas para mejorar la forma en que el estado aplicaba la pena capital.
Es el primer gobernador republicano de Florida que aceptó la invitación a la convención estatal de la Asociación Nacional para el Progreso de la Gente de Color (NAACP). El Congresista estatal demócrata Terry Fields se refirió a Crist como "el primer Gobernador negro" de Florida y agregó que "Charlie Crist ha sido un amigo de la comunidad afroamericana incluso antes de convertirse en gobernador".
En febrero de 2009, con motivo de la visita de los Reyes de España a Pensacola, declaró: "Se los agradecemos. Sin los españoles no tendríamos la Florida".

## Vida personal
En julio de 1979, Crist se casó con Amanda Marrow, de la que se divorció un año más tarde. El 3 de julio de 2008, anunció su compromiso matrimonial con la empresaria Carole Rome. Por otro lado, es miembro de la iglesia metodista.